# Дорога жизни (музей)

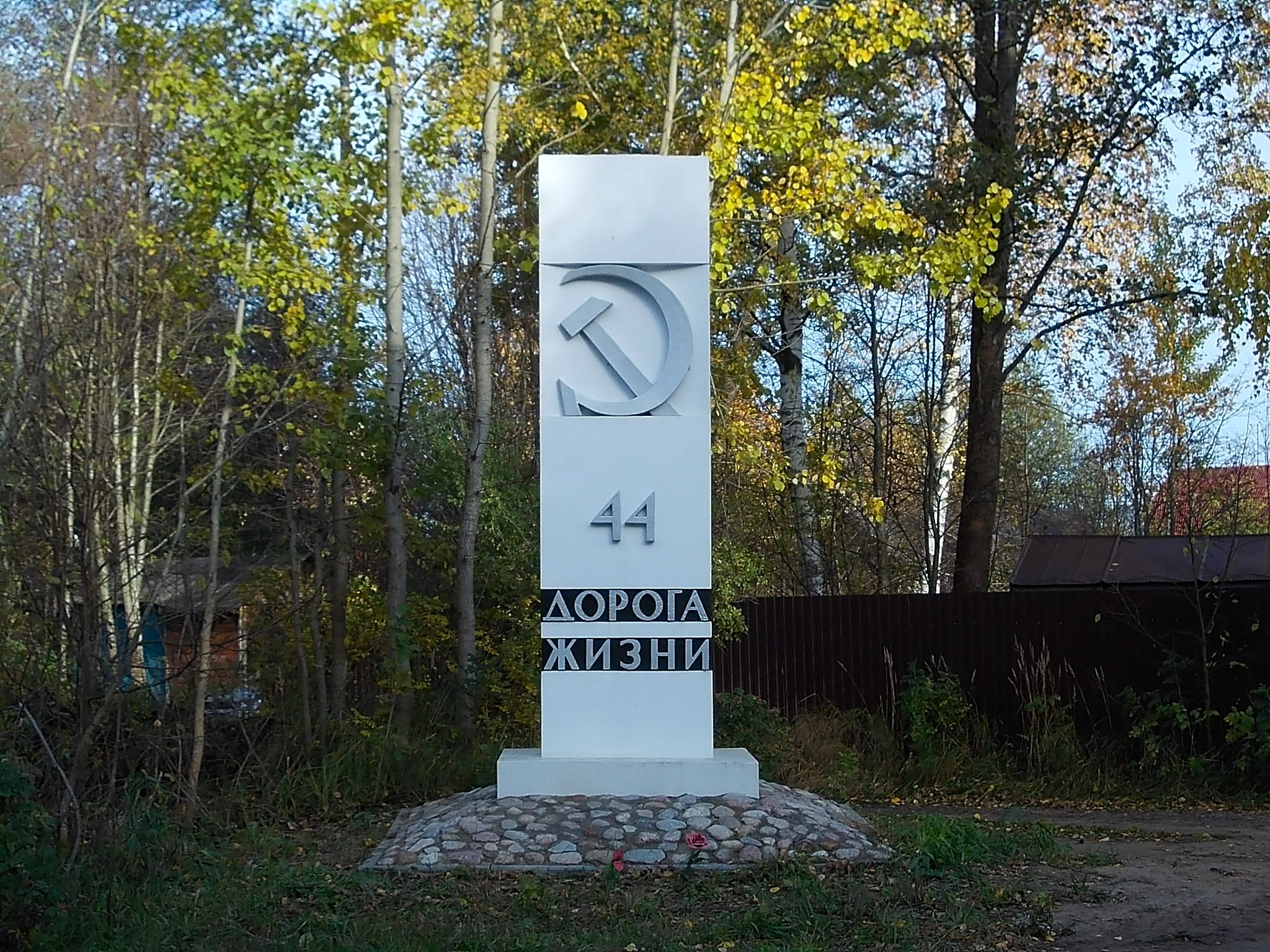
Памятный знак Дороги жизни в посёлке Осиновец.

Центра́льный вое́нно-морско́й музе́й «Доро́га жи́зни» — музей, посвящён истории жизни блокадного Ленинграда и участникам событий, происходивших во время действия Дороги жизни на Ладожском озере в годы Великой Отечественной войны. Создан в ноябре 1968 года. Является филиалом Центрального военно-морского музея им. имп. Петра Великого.
В годы Великой Отечественной войны в здании музея в посёлке Осиновец Ленинградской области была пекарня и штаб Осиновецкой военно-морской базы при Ладожской военной флотилии, Красный уголок и столовая.

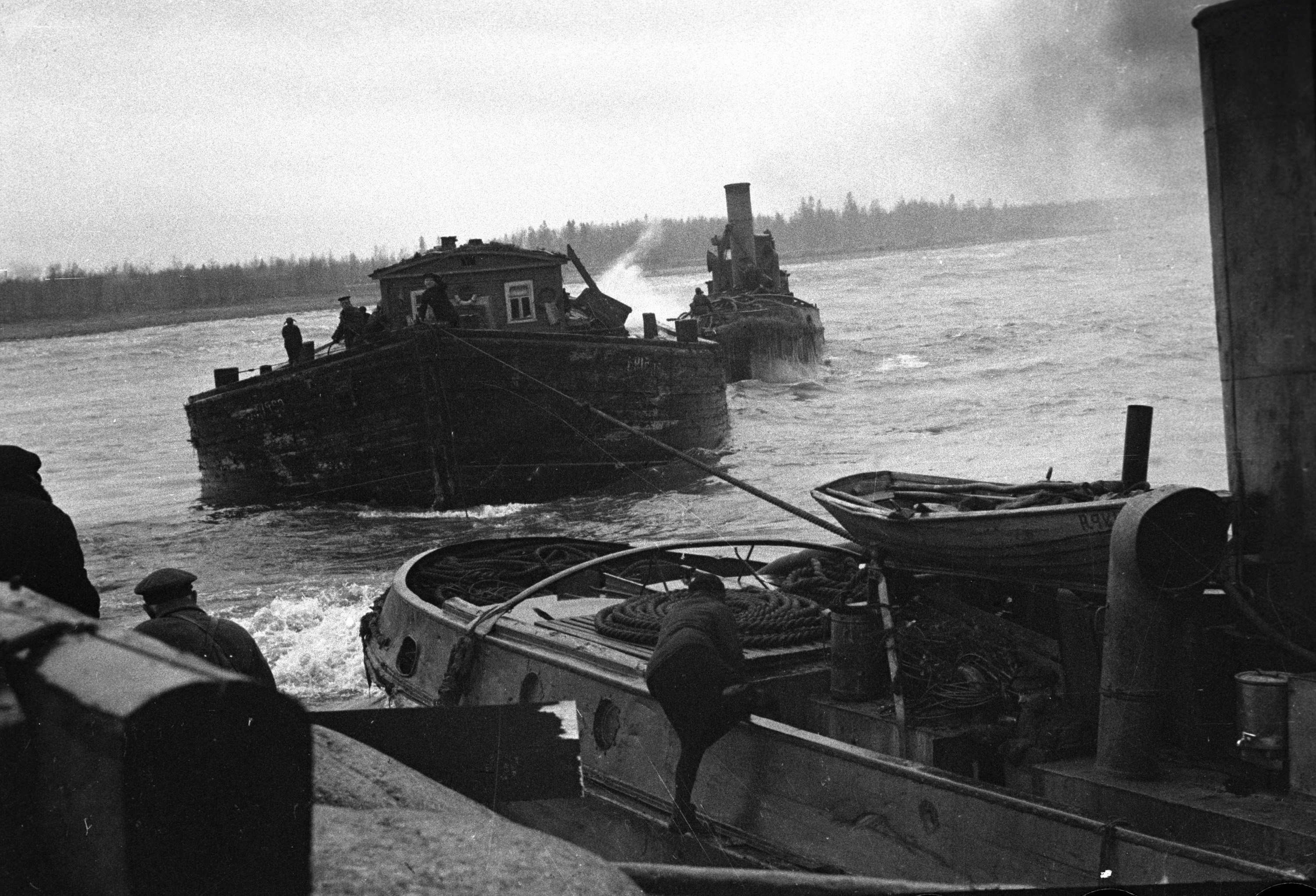
Катера подвозят продукты по Ладожскому озеру в блокадный Ленинград.

Музей создан по Приказу Главнокомандующего Военно-Морским Флотом № 443 от 14 ноября 1968 года.

## История
Первоначально экспозиции музея занимали две комнаты в местной поселковой школе. В сентябре 1972 года здание было отремонтировано, создан Совет содействия филиалу ЦВММ «Дорога жизни», его председателем был контр-адмирал в отставке С. В. Кудрявцев. Большой вклад в деятельность музея и создание экспозиций внесли бывшие командиры Ладожской военной флотилии, ветераны армии и флота: вице-адмирал В. С. Чероков, председатель Совета ветеранов Ладожской военной флотилии З. Г. Русаков, бывший комиссар Ладожской военной флотилии Н. Д. Фенин, капитан 1 ранга, военный комиссар лидера эскадренных миноносцев «Ленинград» в 1942–1943 годах, П. Л. Редькин и другие, а также научные сотрудники архивных фондов ЦВММ.
В экспозицию музея вошли материалы личных архивов; десять моделей кораблей, созданные моряками Краснознамённой Ленинградской военно-морской базы и сотрудниками Северо-Западного речного пароходства; подлинные материалы и документы, найденные участниками поисковых отрядов, исследовавших дно Ладожского озера.
Розыском, доставкой и установкой на вечную стоянку буксирного парохода «Ижорец-8» руководил ветеран Ладоги А. Н. Иванов.
Горьковский автозавод передал в дар музею восстановленные автомобили ГАЗ-АА, на которых работали водители в годы блокады Ленинграда. Транспортный самолёт Ли-2, защищавший небо Ладоги, установили комсомольцы Северо-Западного управления гражданской авиации. Орудия Б-13 с канонерских лодок Ладоги и 76-мм орудие с бронекатера Ладожской военной флотилии были установлены в 1977 году.
В 1978 году В. Ф. Павлюченко и П. Л. Редькин подготовили к изданию путеводитель музея «Дорога жизни».
В 2015 году музей был отреставрирован, обустроена территория комплекса, построена новая набережная, здание для крупных музейных экспонатов, значительно расширена площадка военной техники, отремонтирован речной буксирный корабль «Ижорец-8».
Директор Центрального военно-морского музея в 2019 году сообщил о планах расширения территории, базы экспонатов и логистики мемориального комплекса.
Активно вводится в строй современное компьютерное оборудование, в музее имеется интерактивное кафе для проведения уроков военно-патриотической направленности, симулятор автомобиля военных лет с программой «Доставка продовольствия в Ленинград по льду Ладожского озера под обстрелом и бомбёжкой», голографический театр, стрелковый тир.